# Frans Slager
Frédéric François (Frans) Slager ('s-Hertogenbosch, 23 april 1876 - Meerhout (België), 1 mei 1953)  was een Nederlandse kunstschilder en tekenaar. 
Slager tekende en schilderde vele Brabantse landschappen, figuren en stadsgezichten. Ook schreef en illustreerde hij. De Sint-Janskathedraal in Den Bosch was een van zijn lievelingsobjecten, die hij dan ook verschillende keren afbeeldde in etsen, aquarellen, tekeningen en schilderstukken.
Slager was de tweede zoon van de Bossche kunstenaar Piet Slager sr.. Hij was leerling van zijn vader. Later werkte Slager als leerling in Antwerpen op de Academie van Beeldende Kunsten en tevens bij Frans Van Leemputten. 
Hij woonde en werkte in 's-Hertogenbosch, maar reisde ook naar Frankrijk, Duitsland en Italië. Omstreeks 1920 vestigde hij zich in Meerhout (België), waar hij in 1953 overleed.
Hij was lid van de verenigingen Arti et Amicitiae en Kunstenaarsvereniging Sint Lucas
Hij was getrouwd met de schilderes M.P.A. van Gilse.
- Biografisch Portaal: 37768835
- Gemeinsame Normdatei: 133798283
- International Standard Name Identifier: 0000 0000 2294 9920
- Nederlandse Thesaurus van Auteursnamen: 296611093
- RKD-Nederlands Instituut voor Kunstgeschiedenis: 72977
- Virtual International Authority File: 38117202
- WorldCat: E39PBJkCY3cK6rrT7gX6GrMVmd